# Мрфаја
Мрфаја је археолошки локалитет насеља из старијег гвозденог доба (Басараби). Налази се на левој обали Поречке реке, око 1,5km од њеног ушћа у Дунав, источно од античког утврђења.
На истој локацији касније су откривене скоро целе урне, готово идентичне урнама са некрополе на Магури код Феликс Ромулијане, што указује на могућност да је на простору Мрфаје постојала и некропола из периода средњег бронзаног доба (Вербичоара).